# Onthophagus scabriusculus
Onthophagus scabriusculus är en skalbaggsart som beskrevs av Edgar von Harold 1873. Onthophagus scabriusculus ingår i släktet Onthophagus och familjen bladhorningar. Inga underarter finns listade i Catalogue of Life.